# Gertrude Claire
Gertrude Claire (16 de julio de 1852 – 28 de abril de 1928) fue una actriz estadounidense de cine mudo y teatro.

## Biografía
Claire nació en Chicago, Illinois y empezó a actuar a la edad de 16 años. Realizó un papel secundario en la obra New York, New York, pero con el paso de los años empezó a protagonizar películas en cine. Claire compartió escenario con actores como John Drew Jr., Edwin Booth y Richard Mansfield.
Su última aparición en el cine fue en la película de 1928 Red Hair.
Gertrude Claire murió en la ciudad de Los Ángeles, California, en 1928, a la edad de 75 años.

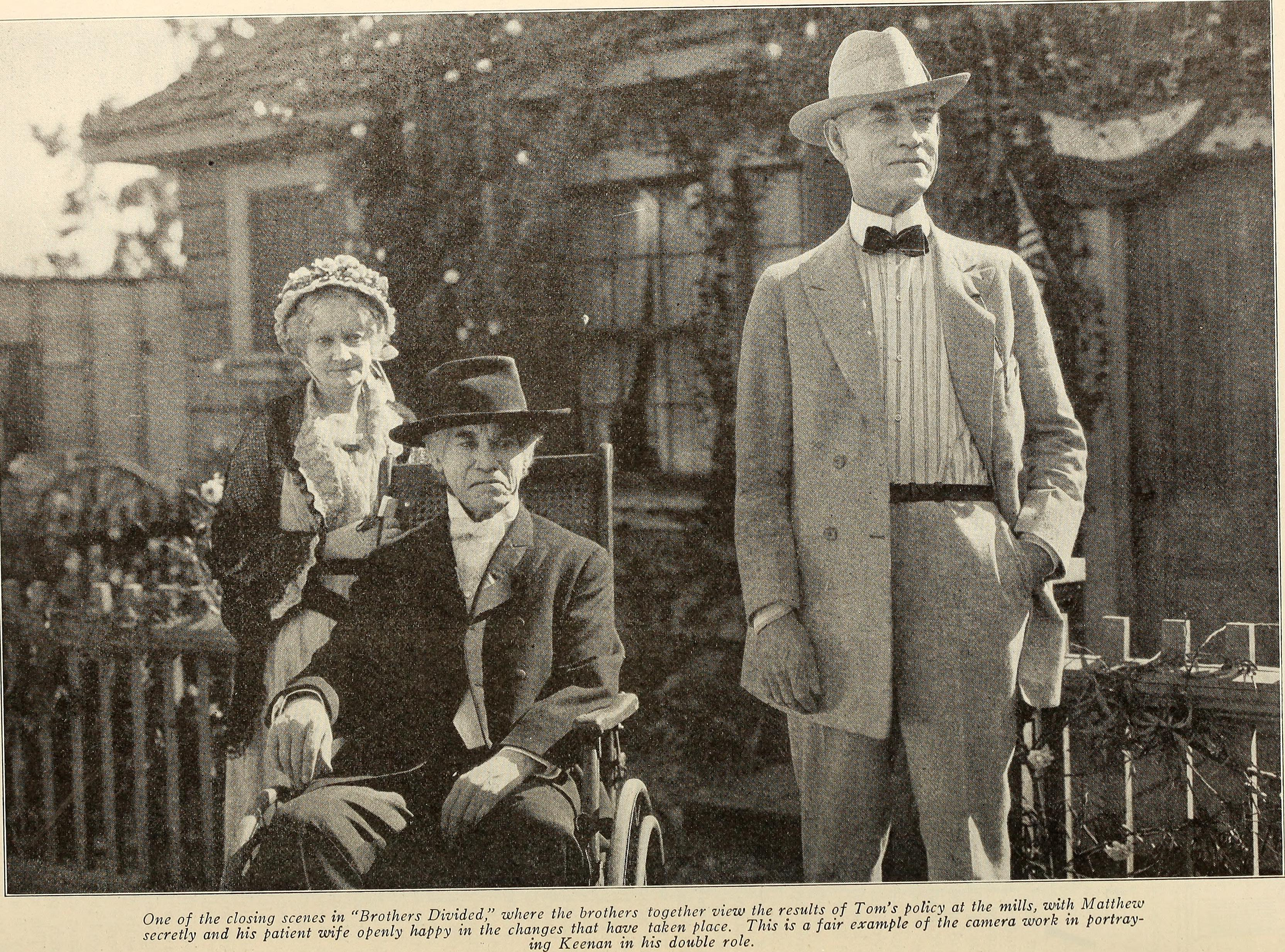
Gertrude Claire y Frank Keenan en la película Brothers Divided (1919)

## Filmografía seleccionada
| - The Two Brothers (1910) - Ramona (1910) - The Battle of Gettysburg (1913) - The Aryan (1915) - Peggy (1916) - Happiness (1917) - When Do We Eat? (1918) - Little Comrade (1919) - The Petal on the Current (1919) - Stepping Out (1919) - Widow by Proxy (1919) - Jinx (1919) | - Madame Peacock (1920) - Hail the Woman (1921) - The Fox (1921) - Greater Than Love (1921) - Ridin' Wild (1922) - Oliver Twist (1922) - Forget Me Not (1922) - The Adventures of Robinson Crusoe (1922) - Double Dealing (1923) - Wine of Youth (1924) - Tumbleweeds (1925) - The Little Irish Girl (1926) |